# Hospital Infanta Sofía (metrostation)
Hospital Infanta Sofía is een metrostation in San Sebastián de los Reyes. Het station werd geopend op 26 april 2007 en wordt bediend door lijn 10 van de metro van Madrid.
- International Standard Name Identifier: 0000 0004 1759 6533